# Srednja vas pri Polhovem Gradcu
Srednja vas pri Polhovem Gradcu – wieś w Słowenii, w gminie Dobrova-Polhov Gradec. W 2018 roku liczyła 207 mieszkańców.